# Vodslivy
Vodslivy település Csehországban, a Benešovi járásban. Vodslivy Sázava, Chocerady, Ostředek és Choratice településekkel határos. Lakosainak száma 98 fő (2024. január 1.).

## Népesség
A település lakosságának változását az alábbi diagram mutatja:
| Lakosok száma | 286  | 246  | 198  | 134  | 96   | 105  | 100  | 96   | 108  | 98   |
|               | 1869 | 1900 | 1921 | 1961 | 1980 | 2011 | 2016 | 2019 | 2021 | 2024 |